# Petr Narovec
Petr Narovec (ur. 15 kwietnia 1977 w Pradze) – słowacki bobsleista, dwukrotny uczestnik zimowych igrzysk olimpijskich.
W 2010 i 2014 roku wziął udział w zimowych igrzyskach olimpijskich. W Vancouver zajął 20. miejsce w dwójkach (wspólnie z Milanem Jagnešákiem), a w czwórkach słowacki zespół nie został sklasyfikowany. Podczas igrzysk w Soczi Narovec wystąpił w czwórkach i zajął 25. miejsce wspólnie z Jagnešákiem, Lukášem Kožienką i Jurajem Mokrášem.
Dwukrotnie uczestniczył w bobslejowych mistrzostwach świata. W 2008 roku w Altenbergu zajął 17. miejsce w czwórkach, a rok później w Lake Placid nie został sklasyfikowany w tej konkurencji. W Pucharze Świata zadebiutował 1 grudnia 2007, zajmując 18. miejsce w czwórkach w Calgary. Najwyższą lokatę w karierze, jedenastą, zajął dwukrotnie w 2008 roku w Altenbergu – najpierw 6 grudnia w dwójkach, a dzień później w czwórkach.
Dwa razy w karierze stanął na podium zawodów Pucharu Ameryki Północnej w czwórkach. Dokonał tego 5 grudnia 2009 w Park City (trzecie miejsce) i tydzień później w Calgary (drugie miejsce).